# Aída Castillejo
Aída Castillejo Parrilla (Rivas-Vaciamadrid, 13 de noviembre de 1985) es una maestra y política española, Alcaldesa de Rivas-Vaciamadrid desde el 6 de julio de 2022, siendo así la primera alcaldesa de la ciudad nacida en la misma.  Además, es afiliada a Izquierda Unida.

## Biografía

### Vida personal
Aída Castillejo nació y vivió en Covibar, un barrio que fue construido por la cooperativa de vivienda con el mismo nombre, y que fue el germen del crecimiento urbano y poblacional de Rivas. Actualmente reside en Rivas Centro. Es diplomada en magisterio de educación infantil por la Universidad Complutense de Madrid

### Trayectoria política
De 2008 a 2012 fue coordinadora de Jóvenes de IU Rivas. En esta etapa participó junto a más jóvenes de la ciudad, en las acciones por mantener abierto el Centro Joven de Salud de Rivas, frente la decisión unilateral de cerrarlo por parte de la Comunidad de Madrid. El 28 de mayo de 2014 entró como concejala sin cartera en el Ayuntamiento de Rivas, compaginando esto con su trabajo de maestra de infantil. Tras las elecciones municipales de 2015, se incorpora como concejala de gobierno de forma permanente, llegando a ser portavoz del Gobierno y realizando funciones en distintos ámbitos, como Educación, Infancia y Juventud, Cultura y Fiestas, Hacienda. En el año 2019, Izquierda Unida volvió a ganar las elecciones junto a Equo y Más Madrid e impulsó un acuerdo de Gobierno con Podemos en julio de 2019 y después con el PSOE en julio de 2020. En ese momento, Castillejo ocupaba el segundo puesto en la lista de IU y fue nombrada portavoz del gobierno. En esta etapa, destaca su labor dirigiendo el proceso participativo ‘Rivas, párate a pensar’. En julio de 2022, Pedro del Cura deja el cargo tras estar ocho años al frente de la Alcaldía, tomando las riendas del Ayuntamiento Castillejo, siendo así la primera mujer nacida de Rivas que es alcaldesa de la ciudad.